# Hypogastrura myrmecophila
Hypogastrura myrmecophila (лат.) — вид коллембол из семейства Hypogastruridae.
Южная Африка (Южная Родезия). Обнаружены в ассоциации с муравьями (Pheidole), отсюда и видовое название.

## Описание
Мелкие шестиногие ногохвостки с прыгательной вилкой снизу на четвёртом сегменте брюшка. Длина 1,2 мм. Окраска тёмно-коричневая. От близких видов отличаются следующими признаками: соотношение члеников усика 6-5-7-8; формула глаз 8+8; два анальных шипа; постантеннальный орган с 4 долями. Фурка хорошо развита, соотношение члеников — манубриум:денс:мукро = 1:1½:¾. Вид был впервые описан в 1929 году австралийским и британским энтомологом Herbert Womersley (1889—1962).